# 純一度

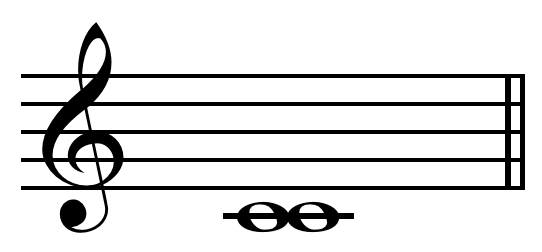
以C音所構成的純一度音程。

在音樂理論中，同度（Perfect Unison，亦稱為Unison，簡寫為P1）是音程的一種，需要符合以下的條件：
1. 組成音程的兩個音，它們的音名必須相同（A和A、B和B、C和C、D和D、E和E、F和F、G和G）。
2. 兩音的音距為0個半音。

除此之外，兩音的頻率的比例是1:1。這個比例，不論是運用十二平均律、純律或是畢氏音程都是相同的。
例如C與C音之間的音程即為純一度。

## 簡介
雖然純一度中的兩個音在音高上是完全相同的，但是由於音源不同，這兩個音仍然有所區別，不管是來自於不同種類的樂器（C音的純一度，由吉他與鋼琴奏出ⓘ）還是來自於相同種類的樂器（C音的純一度，由兩架鋼琴奏出ⓘ），這種區別都會存在。這是因為同處純一度中的兩個音的音色、響度及音源位置不盡相同的緣故。兩個具有不同音色的聲音波形不同，雖然二者具有相同的基頻，然而其高頻率的泛音的強度不同。
純一度被認為是最和諧的音程關係，與之相對的是小二度被認為是最不和諧的音程關係。純一度亦是和聲學中最簡單的音程關係（第二簡單的是純八度）。亦被稱為是「音樂上最常用的音程」。

## 質疑
焦塞福·扎利诺曾質疑純一度在音程關係中存在的必要性，稱其缺少對比，並且將其類比成幾何學中的點：
在“和聲”或“音程”的範疇中，根本就沒有“等同”這個概念存在的地位，純一度對於音樂家來說就好像點對於幾何數學家一樣。點是線的一端，但是它自己本身卻不是一條線。而且線亦不是以點構成，因為點沒有長度、寬度或深度，也因此不能與其他的點接合在一起。所以純一度只是和聲或音程關係中的一端，它本身既不是和聲亦不是音程，就好像單獨一個點也不能被延伸一樣。